# Woodfibre
 (octobre 2020).
Si vous disposez d'ouvrages ou d'articles de référence ou si vous connaissez des sites web de qualité traitant du thème abordé ici, merci de compléter l'article en donnant les références utiles à sa vérifiabilité et en les liant à la section « Notes et références ».

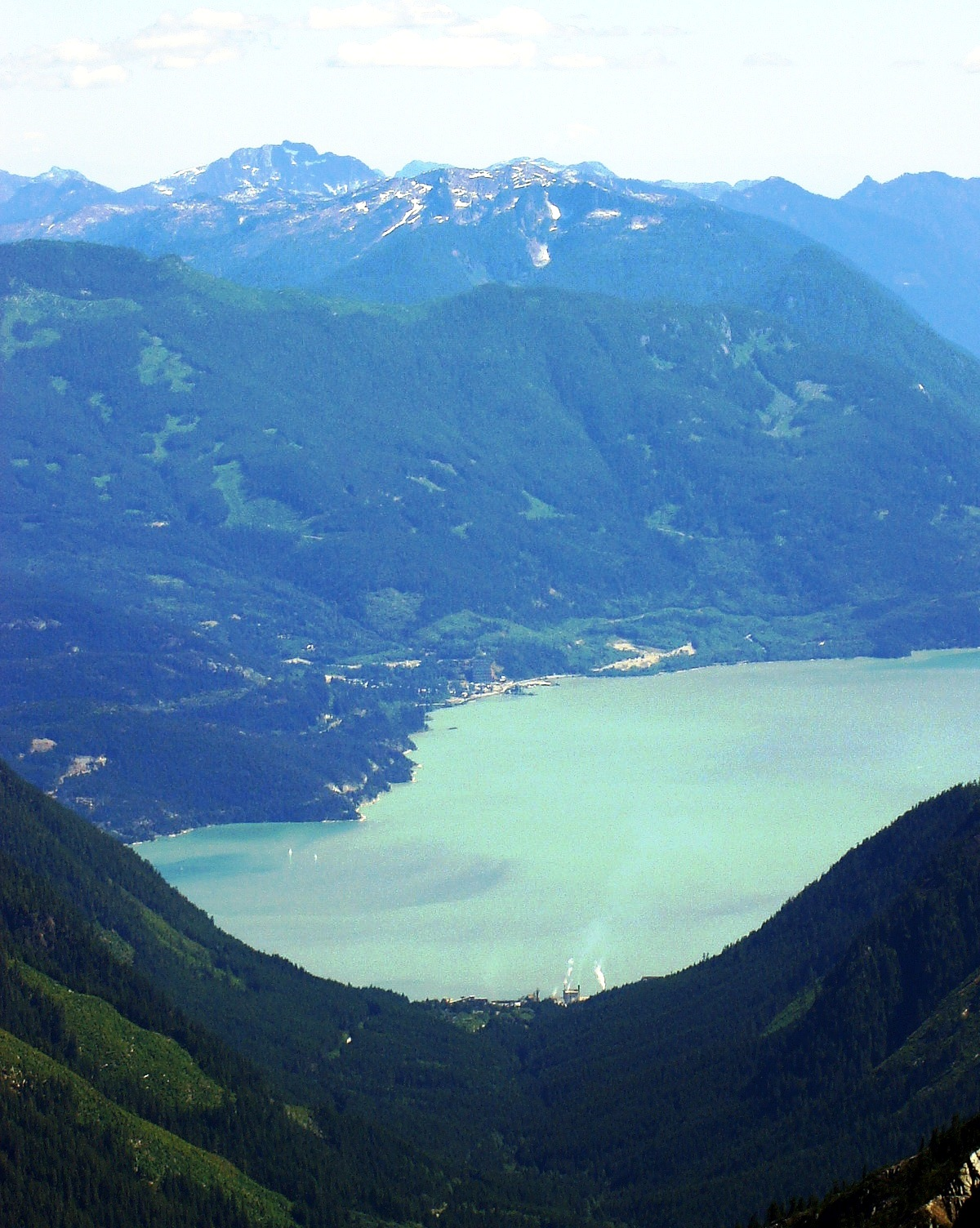
Woodfibre et la Baie Howe, vu du Mont Roderick

Woodfibre était le nom d'un village ainsi que d'un moulin à papier de la Colombie-Britannique situé non loin de la ville de Squamish, dans le District régional de Squamish-Lillooet. Le moulin a fermé en 2006.

## Histoire
En 1912, une usine de transformation du bois s'implanta à l'embouchure du Mill Creek, sur les rives de la Baie Howe. Un village fut aussitôt construit pour accueillir les familles des travailleurs, le seul accès aussi se faisant par bateau. 
Jusqu'aux années 1960, les familles y ont vécu, travaillé, et même partiellement été éduqués sur place. À partir de ce moment, les familles ont commencé à quitter le campement et à retourner s'établir dans les villes voisines, telles que Squamish ou Britannia Beach, et le village fut graduellement abandonné et démoli. 
La compagnie exploitante du moulin fournissait un service de traversier privé jusqu'à la fermeture du moulin en 2006.
|  |  |  |